# Žabinka
Žabinka (in bielorusso Жабінка?) è una città della Bielorussia, situata nella regione di Brėst.